# هال بينيت
هال بينيت (بالإنجليزية: Hal Bennett)‏ (1936 - 2004)؛ روائي أمريكي.